# Viktor Matvijenko
Viktor Matvijenko (ukrajinsky Віктор Антонович Матвієнко, 9. listopadu 1948 Záporoží – 29. listopadu 2018 Kyjev) byl ukrajinský fotbalista, obránce, který reprezentoval někdejší Sovětský svaz. Po skončení aktivní kariéry působil jako trenér.

## Fotbalová kariéra
Začínal v Metalurgu Záporoží, během vojenské služby hrál za SKA Oděsa. V letech 1970–1977 hrál v nejvyšší soutěži Sovětského svazu za Dynamo Kyjev, nastoupil ve 188 ligových utkáních a dal 7 gólů. S týmem získal čtyřikrát mistrovský titul a v roce 1974 sovětský fotbalový pohár. S Dynamem Kyjev vyhrál v sezóně 1974/75 Pohár vítězů pohárů. V Poháru mistrů evropských zemí nastoupil v 15 utkáních, v Poháru vítězů pohárů nastoupil v 9 utkáních a v Poháru UEFA nastoupil v 6 utkáních. Na konci kariéry hrál v nejvyšší soutěži za Dněpr Dněpropetrovsk, nastoupil ve 21 ligových utkáních a dal 1 gól. Za reprezentaci Sovětského svazu nastoupil v letech 1971–1977 v 21 utkáních. S reprezentací Sovětského svazu získal bronzovou medaili za 3. místo na LOH 1976 v Montrealu, nastoupil v 5 utkáních. Byl členem reprezentace Sovětského svazu na Mistrovství Evropy ve fotbale 1972, získal s týmem stříbrné medaile za 2. místo, ale do utkání nezasáhl.

## Ligová bilance
| Ročník                               | Zápasy | Góly | Klub                 |
| ------------------------------------ | ------ | ---- | -------------------- |
| Sovětská fotbalová Pervaja liga 1966 | -      | -    | Metalurg Záporoží    |
| Sovětská fotbalová Pervaja liga 1967 | -      | -    | Metalurg Záporoží    |
| Sovětská fotbalová Pervaja liga 1968 | 10     | 0    | SKA Oděssa           |
| Sovětská fotbalová Pervaja liga 1969 | 34     | 1    | SKA Oděssa           |
| Sovětská fotbalová Vtoraja liga 1970 | 13     | 1    | Metalurg Záporoží    |
| Sovětská fotbalová Vysšaja liga 1971 | 14     | 0    | Dynamo Kyjev         |
| Sovětská fotbalová Vysšaja liga 1971 | 28     | 1    | Dynamo Kyjev         |
| Sovětská fotbalová Vysšaja liga 1972 | 29     | 0    | Dynamo Kyjev         |
| Sovětská fotbalová Vysšaja liga 1973 | 30     | 1    | Dynamo Kyjev         |
| Sovětská fotbalová Vysšaja liga 1974 | 29     | 0    | Dynamo Kyjev         |
| Sovětská fotbalová Vysšaja liga 1975 | 19     | 3    | Dynamo Kyjev         |
| Sovětská fotbalová Vysšaja liga 1976 | 14     | 0    | Dynamo Kyjev         |
| Sovětská fotbalová Vysšaja liga 1977 | 25     | 2    | Dynamo Kyjev         |
| Sovětská fotbalová Vysšaja liga 1978 | 21     | 1    | Dněpr Dněpropetrovsk |
| CELKEM 1. liga                       | 218    | 62   |                      |